# Parker Bluff
Das Parker Bluff ist ein wuchtiges und abgerundetes Felsenkliff im westantarktischen Marie-Byrd-Land. Im Königin-Maud-Gebirge ragt es 8 km östlich des Mount Blackburn am südlichen Ende des California-Plateaus oberhalb des Van-Reeth-Gletschers auf.
Der United States Geological Survey kartierte es anhand eigener Vermessungen und Luftaufnahmen der United States Navy aus den Jahren von 1960 bis 1964. Das Advisory Committee on Antarctic Names benannte es im Jahr 1967 nach John J. Parker, Luftbildfotograf der Navy-Flugstaffel VX-6 bei der Operation Deep Freeze der Jahre 1966 und 1967.